# Горинська сільська рада (Малинський район)
Горинська сільська рада (до 1946 року — Берківська сільська рада, 1946—60 та 1965—88 роки — Березинська сільська рада) — колишня адміністративно-територіальна одиниця та орган місцевого самоврядування у Малинському районі Малинської, Коростенської, Волинської округ, Київської, Житомирської областей УРСР та України. Адміністративний центр — село Горинь (1923—60 та 1965—88 роки — с. Березине).

## Населені пункти
Сільській раді були підпорядковані населені пункти:
- с. Горинь
- с. Березине
- с. В'юнище
- с. Гута-Логанівська
- с. Єлівка
- с. Ободівка
- с. Соснівка

## Населення
Кількість населення сільської ради, станом на 1924 рік, становила 954 особи, з перевагою населення польської національности.
Відповідно до результатів перепису населення 1989 року, кількість населення ради, станом на 12 січня 1989 року, становила 823 особи.
Станом на 5 грудня 2001 року, відповідно до перепису населення України, кількість мешканців сільської ради становила 646 осіб.

## Склад ради
Рада складалась з 14 депутатів та голови.

### Керівний склад попередніх скликань
| ПІБ                             | Основні відомості                                                 | Дата обрання | Дата звільнення |
| ------------------------------- | ----------------------------------------------------------------- | ------------ | --------------- |
| Горуля Станіслав Петрович       | Сільський голова, 1960 року народження, безпартійний              | 26.03.2006   | 31.10.2010      |
| Омельченко Володимир Михайлович | Сільський голова, 1957 року народження, освіта вища, безпартійний | 31.10.2010   |                 |

Примітка: таблиця складена за даними джерела

## Історія
Утворена 1923 року з назвою Берківська сільська рада в селі Берківка Малинської волості Радомисльського повіту. 7 березня 1923 року увійшла до складу новоствореного Малинського району Малинської округи. 16 січня 1923 року до складу ради було передано села Буда-Ободзинська, Острів і Сичівка ліквідованих Будо-Ободзинської та Острівської сільських рад Малинської волості, 10 вересня 1924 року — с. Гута-Логанівська та хутір Кошарки Устинівської сільської ради Малинського району. 8 вересня 1925 року села Острів та Сичівка передані до складу відновленої Щербатівської сільської ради Малинського району. Станом на 17 грудня 1926 року на обліку в раді перебували хутори Кошарки, Слобода та Хатки. Станом на 1 жовтня 1941 року хутори Кошарки, Слобода та Хатки зняті з обліку населених пунктів.
7 червня 1946 року, відповідно до указу Президії Верховної ради УРСР «Про збереження історичних найменувань та уточнення і впорядкування існуючих назв сільрад і населених пунктів Житомирської області», адміністративний центр ради було перейменовано на с. Березина з відповідним перейменуванням ради на Березинську.
Станом на 1 вересня 1946 року, відповідно до інформації довідника «Українська РСР. Адміністративно-територіальний поділ», на обліку в раді перебували села Березина, Гута-Логанівська та Ободівка.
14 березня 1960 року, відповідно до рішення Житомирського облвиконкому «Про зміни в адміністративно-територіальному поділі сільських рад Малинського району», раду було об'єднано з Єлівською сільською радою Малинського району з підпорядкуванням сіл В'юнище, Горинь, Єлівка, Нянівка, х. Шевченка (згодом — с. Соснівка) та одночасним перенесенням адміністративного центру до с. Горинь з перейменуванням ради на Горинську. 20 травня 1963 року села Нянівка та Соснівка увійшли до складу Ворсівської сільської ради Малинського району. Ці ж села були повернуті до складу сільради 10 травня 1972 року. 28 квітня 1965 року, відповідно до рішення Житомирського облвиконкому «Про перенесення адміністративних центрів окремих сільрад», центр ради було повернуто до с. Березине з перейменуванням ради на Березинську.
Станом на 1 січня 1972 року Березинська сільська рада входила до складу Малинського району Житомирської області, на обліку в раді перебували села Березине, В'юнище, Горинь, Гута-Логанівська, Єлівка та Ободівка.
17 червня 1988 року, відповідно до рішення виконавчого комітету Житомирської обласної ради, адміністративний центр було перенесено до с. Горинь з перейменуванням ради на Горинську.
Виключена з облікових даних 17 липня 2020 року. Територію та населені пункти ради, відповідно до розпорядження Кабінету Міністрів України № 711-р від 12 червня 2020 року «Про визначення адміністративних центрів та затвердження територій територіальних громад Житомирської області», включено до складу новоствореної Малинської міської територіальної громади Коростенського району Житомирської області.